# Капанка
Ка́панка (устар. Ко́панка, Капань, Копань) — река в Московской области России, левый приток Таруссы.
Берёт начало в районе посёлка Дорохово, деревни Капань и платформы Садовая Смоленского направления МЖД. Пересекает Минское шоссе, течёт на юг. Устье реки находится в 18 км по левому берегу реки Таруссы, у деревни Ястребово. Длина реки составляет 10 км.
По данным Государственного водного реестра России, относится к Окскому бассейновому округу. Речной бассейн — Ока, речной подбассейн — бассейны притоков Оки до впадения Мокши, водохозяйственный участок — Нара от истока до устья.